# 김강욱
김강욱(金康旭, 1958년 ~ )은 제24대 대전고등검찰청 검사장을 역임한 법조인이다.

## 생애
1958년 경상북도 안동시에서 태어나 1977년 경북고등학교와 1982년 서울대학교 법학과를 졸업하고 1984년 숭실대학교 대학원에서 법학 석사학위를 취득하였다.
1987년 제29회 사법시험에서 합격하여 사법연수원 19기를 수료하고  1990년 부산지방검찰청 동부지청 검사에 임용되어 대구지방검찰청과 서울지방검찰청 등에서 검사를 하면서 특수수사에 능하여 서울지방검찰청 서부지청 특수부 검사로 재직한 1998년에 아파트 보수공사업자 등으로부터 돈을 받고 부풀린 공사비를 주민관리비로 떠넘긴 서울 및 수도권 아파트관리사무소 관계자들을 무더기로 구속 기소하였고 서울동부지방검찰청 차장검사에 있을 때 함바(건설현장 식당)비리 사건 수사를 지휘하여 강희락 전 경찰청장 등 고위 공무원을 기소하였을 뿐만 아니라 예금보험공사 법률자문위원, 부실채무기업 특별조사단장 겸 특별조사1국장 등으로 활동하면서 금융·조세 비리 사건 수사에도 경험이 많다.
검사로 있으면서 "온화한 성품으로, 성실하고 책임감이 뛰어나며 수사감각이 뛰어나다"는 평가와 함께 "판단력이 빠르고 정확하며 기획력도 갖췄다"는 평가를 받았다.
부산지방검찰청 동부지청 검사로 있던 1990년 12월 29일에 스타킹으로 얼굴을 가리고 침입해 아기에게 젖을 먹이며 혼자있던 김씨의 목에 흉기를 들이대고 "돈을 내놓으라"며 위협, 반돈쭝짜리 돌반지(시가 2만7천원)을 뺏은 후 신고를 못하게 윤간하는 등 13회에 걸쳐 강도 강간을 하여 강도강간상해 혐의로 구속된 강도강간 등 전과 4범 22세 피고인과 특수강도 등 전과 3범 피고인에게 특가법 강도 강간 등을 적용하여 법정 최고형인 사형을 구형했다. 서울지방검찰청 북부지청 검사로 있던 1994년 3월 19일에 우엉, 연근 등에 사람 몸에 해로운 화학약품인 메타중아황산칼륨을 변색 방지제로 넣어 시중에 팔아온 조모씨를 식품위생법 위반으로 구속했다. 1995년 4월 27일에 공업용 접착제의 원료인 타피오카를 넣어 당면을 만든 삼성식품공업 대표 등 6명의 당면 제조업체 대표 공장장을 보건범죄단속에 관한 특별조치법 위반 혐의로 구속했다. 1995년 10월 17일에 보험가입서류와 사고일자, 경위 등을 조작하거나 사고 운전자와 차량을 바꿔치기하는 수법으로 보험금을 받아낸 보험사기범 21명을 불구속기소했다. 또 돈을 받고 교통사고 내용을 조작한 서초경찰서 교통사고조사반 경장을구속했다. 1996년 3월 15일에 제조일로부터 9개월간인 미국산 수입 냉동감자의 유통기한을 허위로 늘려 표시해 판매해온 동일냉동식품 기술개발팀장, 해태상사 상품유통부장 등 6명을 식품위생법 위반 혐의로 구속하고 롯데햄 롯데우유 개발실장과 도투락유통 영업관리과장 등 4명을 같은 혐의로 불구속기소했다. 1996년 5월 28일에 가짜 신용카드가맹점 이름으로 340억대의 매출전표를 끊어 거액의 세금을 포탈한 유명 호텔 나이트클럽 등 대형유흥업소 업주와 매출전표 불법 유통 및 유령가맹점 개설 조직, 세무공무원 등 204명이 적발되어 25명을 구속했다.
서울지방검찰청 서부지청 검사로 있으면서 일부 아파트 입주자회의 간부 및 관리소장 등이 건설업자로부터 뇌물을 받고 아파트 보수공사를 맡긴 사실을 확인하고 나서 "300가구 이상 중앙집중난방식 공동주택은 매년 1회이상 회계감사를 받도록 규정돼있으니 실제는 수박겉핧기에 그쳤다"며 "이번에 적발된 비리는 전국적인 현상으로 보인다"고 말했다.
2008년 2월 25일 취임한 이명박 대통령의 청와대에서 검찰·경찰·국정원·국세청 등을 관리하면서 이 기관들로부터 올라온 정보를 분석한 뒤 수사기관에 분배해 수사하게 하고 공기업 고위직 인사의 자격을 검증하는 업무를 하는 대통령실 민정2비서관을 맡기도 했다.
법무부 대변인으로 있던 2009년 9월 13일 일요일 오후 김강욱은 서울중앙지방검찰청 기자실에서 예정에 없던 브리핑을 하면서 전날 이귀남 법무장관 후보자의 위장전입 의혹에 대해 "통상 주소이전은 강북에서 강남으로 가는 건데 이번 경우는 용산구 이촌동에서 같은 구 청파동으로 옮긴 겁니다. 잘했다는 건 아니지만 이해해 줄 소지가 있지 않을까요?"라고 말하여 비판을 받았다.
청주지방검찰청 검사장으로 취임하면서 "검찰의 위기상황 극복을 위해서는 먼저 국민의 신뢰를 회복해야 한다"며 "이를 위해서는 기본으로 돌아가 검찰의 본연의 임무를 제대로 해야 한다"고 하면서 :청주지검은 지역 실정에 맞는 검찰권 행사를 위해 항상 눈과 귀를 열어 두어야 한다"며 "국가와 국민을 위해 존재한다는 사실을 한순간도 잊지 말아야 한다"고 했다.
의정부지방검찰청 검사장으로 취임하면서 "기본으로 돌아가서 범죄에 대해 국가형벌권을 실현해 정의를 확립하는 검찰 본연의 임무를 제대로 잘 해야 한다"고 말하면서 "의정부 검찰은 접경지역을 관할하는 만큼 자유민주적 기본질서를 부정하고 북한을 추동하는 일체의 세력에 대해 단호하게 대처해야 할 것"이라고 했다.
대전고등검찰청 검사장으로 승진하여 취임하면서 "헌법의 최고 가치인 자유를 수호해야 한다"며 "부정부패 척결과 사회 구조적 비리를 발본색원해야 하며, 우리 조직의 본연 업무인 법질서 확립에 최선을 다해달라"고 하면서 "질서를 위협하는 불법집단에 단호하게 대처해 달라"고 했다.
2017년 10월 23일 국회 법제사법위원회 소속 자유한국당 정갑윤 의원이 인사혁신처로부터 받은 '재산 신고 현황' 자료에 따르면 2018년 3월 기준으로 김강욱이 신고한 재산은 35억1000만원이며 예금이 18억원으로 가장 많았고, 건물 15억원, 토지 8700만원 등으로 전체 27명의 검사장 중에서 5번째로 재산이 많았다.
검찰 내에서 TK 인맥 대부로 통했던 김강욱은 2018년 6월 12일 법무부에 사의를 표하였으며 검찰 내부통신망에 올린 "사랑하는 검찰 가족 여러분"이란 제목의 글에서 "제 청춘의 전부를 쏟아부은 정든 검찰을 떠나기로 했다"며 "1990년 검사로 임용돼 현재까지 28년 4개월 동안 21개 검찰청과 기관에서 근무했다. 선후배, 동료, 직원들의 가르침과 헌신적 노력, 가족들의 말 없는 희생 덕분에 무난히 소임을 수행할 수 있었다"고 하면서 대전고등검찰청 검사장을 끝으로 검찰에서 퇴직하여 변호사 사무실을 개업했다.
2020년 11월, 전직 검사장 33명과 함께 추미애 법무부 장관의 윤석열 검찰총장에 대한 징계 청구, 직무 배제 조치에 대해 반대하는 성명서를 냈다.

## 경력
- 1990년 2월 28일 부산지방검찰청 동부지청 검사[19]
- 1992년 8월 4일 대구지방검찰청 김천지청 검사[20]
- 1994년 3월 1일 서울지방검찰청 북부지청 검사[21]
- 1996년 7월 27일 부산지방검찰청 공판송무부 검사[22]
- 1998년 8월 22일 서울지방검찰청 서부지청 검사[23]
- 2000년 예금보험공사 법률자문위원 겸 부실채무기업 특별조사단장, 특별조사1국장
- 2002년 서울지방검찰청 서부지청 부부장검사
- 2002년 8월 ~ 2004년 6월 제42대 대구지방검찰청 상주지청장
- 2004년 6월 7일 서울지방검찰청 부부장검사[24]
- 2007년 3월 8일 대검찰청 중앙수사2과 과장[25]
- 2008년 2월 25일 ~ 2009년 청와대 대통령실 민정2비서관
- 2009년 1월 21일 서울중앙지방검찰청 금융조세조사1부 부장검사[26]
- 2009년 8월 31일 ~ 2010년 8월 1일 법무부 대변인[27]
- 2010년 8월 2일  서울동부지방검찰청 차장검사[28]
- 2011년 9월 ~ 2012년 7월 제4대 수원지방검찰청 안양지청장
- 2012년 법무연수원 연구위원
- 2013년 4월 ~ 2013년 12월 법무연수원 기획부장
- 2013년 12월 24일 ~ 2015년 2월 10일 제65대 청주지방검찰청 검사장
- 2015년 2월 11일 ~ 2015년 12월 23일 제14대 의정부지방검찰청 검사장
- 2015년 12월 24일 ~ 2018년 6월 21일 제24대 대전고등검찰청 검사장
- 2018년 6월 변호사김강욱법률사무소 개업
- 포스코홀딩스(주) 상임법률고문
- 한국법죄방지재단 이사
- 한국국학진흥원 이사
- 이지스자산운용(주) 사외이사
- 2024년 7월 ~ 법무법인 율우 대표변호사
- 2023년 5월 ~ : 재단법인 백선엽장군기념재단 자문위원 겸 백선엽장군기념사업회 이사